# Sincerely Daisy
Sincerely Daisy es una película keniata de comedia romántica sobre la mayoría de edad de 2020 producida y dirigida por el actor Nick Mutuma. Está protagonizada por Ella Maina, Brian Abejah, Sam Psenjen y Mbeki Mwalimu. Se estrenó en Netflix el 9 de octubre de 2020 y se convirtió en el primer largometraje de Kenia estrenado a través de la plataforma. También es la segunda película de su país en Netflix, después del cortometraje Poacher. Se convirtió en una de las películas más esperadas en la plataforma después del avance estrenado el 2 de septiembre de 2020.

## Sinopsis
La vida de Daisy, una feliz graduada de secundaria (Ella Maina), cuyos sueños, expectativas, pasión y confianza se verán afectados por el drama familiar y romántico.

## Elenco
- Ellah Maina como Daisy
- Brian Abejah como Collo
- Sam Psenjen como Fred
- James Webbo
- Serah Wanjiru como Amina
- Francis Ouma como Kyalo Mistari
- Kagambi Nass
- Mbeki Mwalimu como Wendy
- Foi Wambui como Lisa
- Muthoni Gathecha

## Producción
El rodaje comenzó en noviembre de 2019. Fue el segundo proyecto como director de Nick Mutuma después de You Again. La película se realizó en The Next Superstar, una competencia de talentos popular en Kenia y la mayoría de los concursantes que participaron en la competencia de talentos fueron elegidos para la película. Se filmó y completó en siete días. La banda sonora es del productor musical de Kenia, Timothy Rimbuii.